# Löbtau
Löbtau – osiedle miasta Drezna.
Miejscowość powstała jako osada słowiańska. Najstarsza wzmianka o miejscowości Liubituwa pochodzi z 1068. W XIX w. nastąpił gwałtowny rozrost osady. W 1834 zamieszkiwało ją 163 osób, a w 1890 już 12 908 osób. W 1903 miejscowość włączono w granice Drezna.
Administracyjnie dzieli się na części północną (Löbtau-Nord) i południową (Löbtau-Süd). Graniczy z osiedlami Friedrichstadt, Südvorstadt, Plauen, Dölzschen, Naußlitz, Gorbitz i Cotta.

Wybrane zabytkowe kamienice osiedla
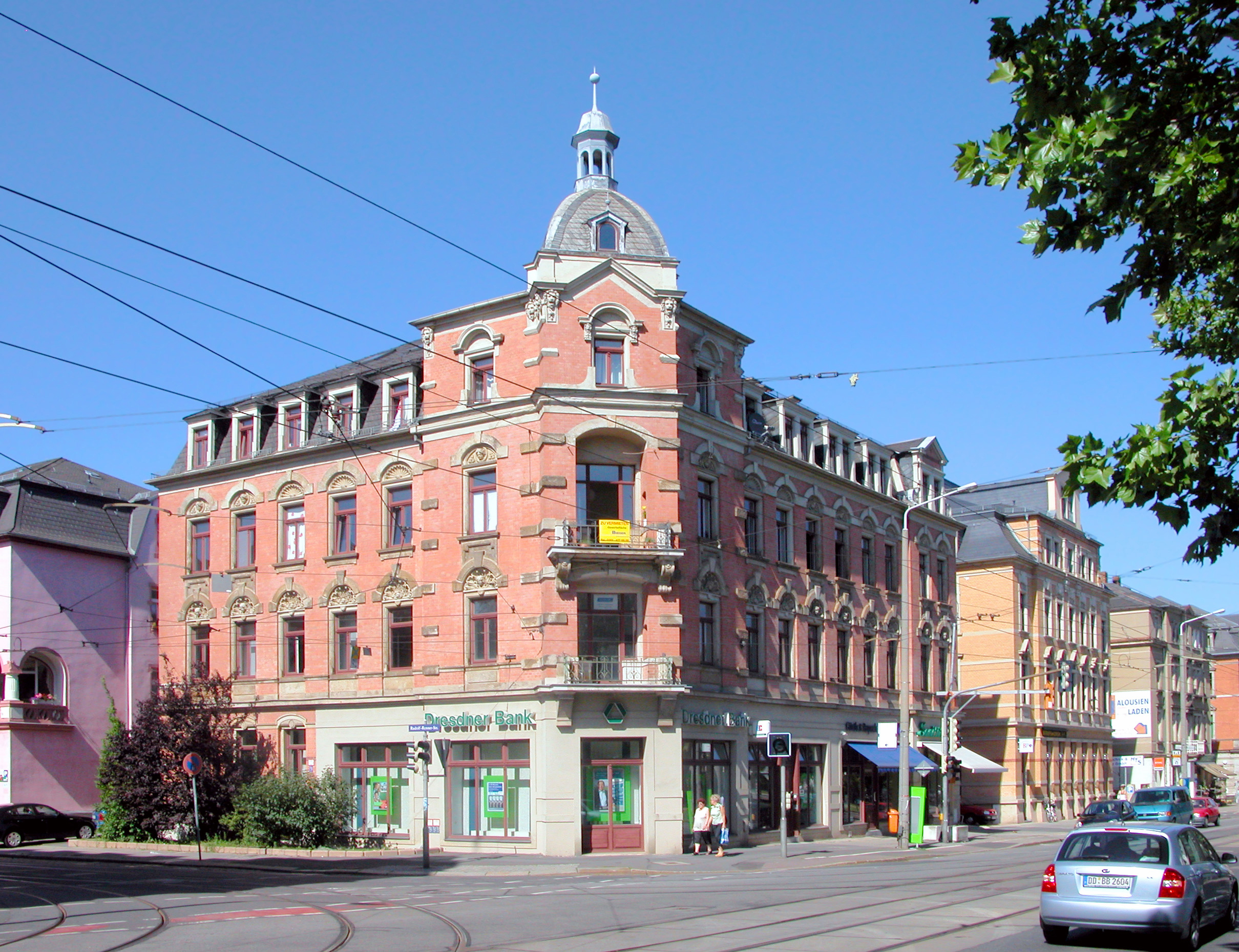
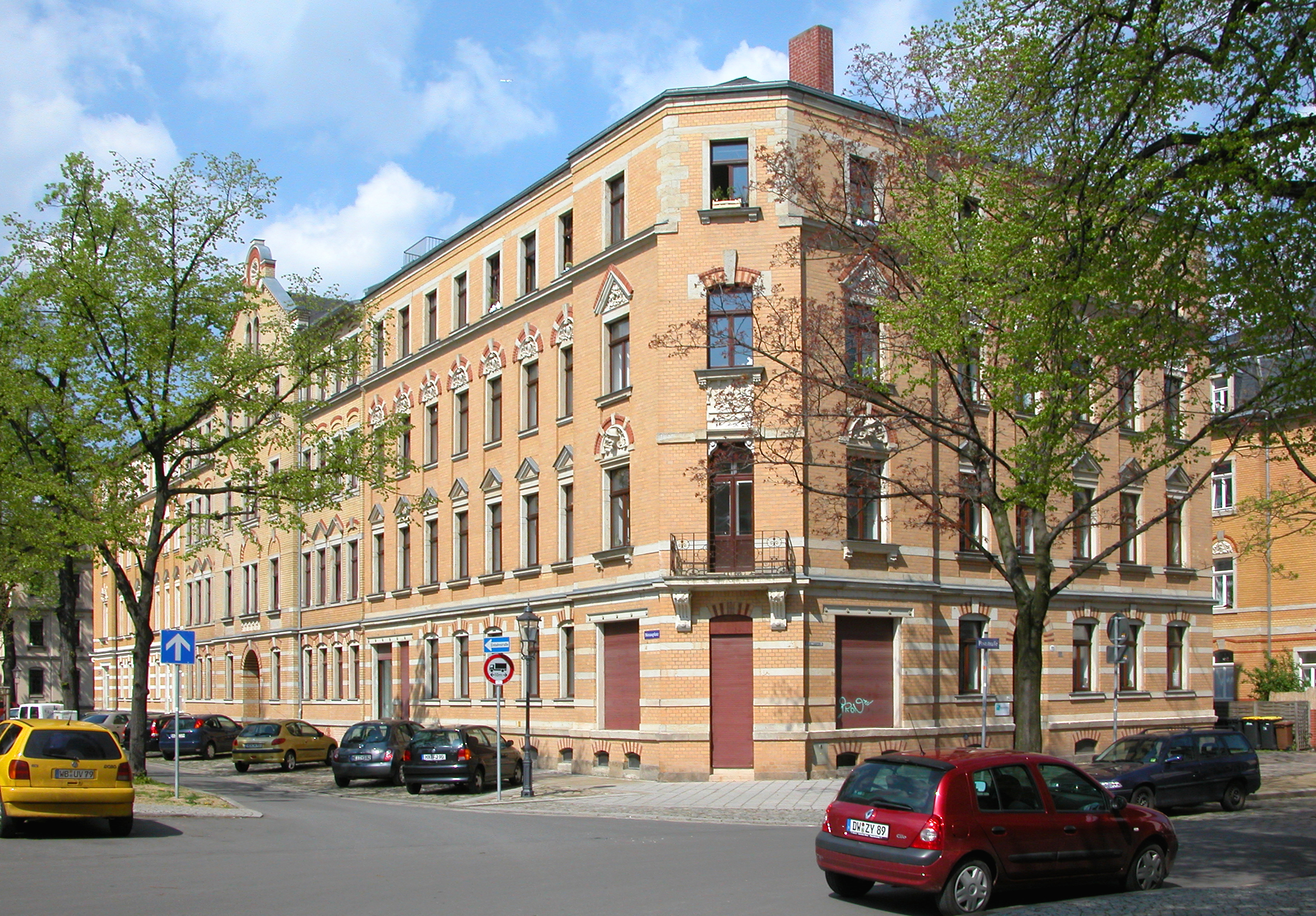
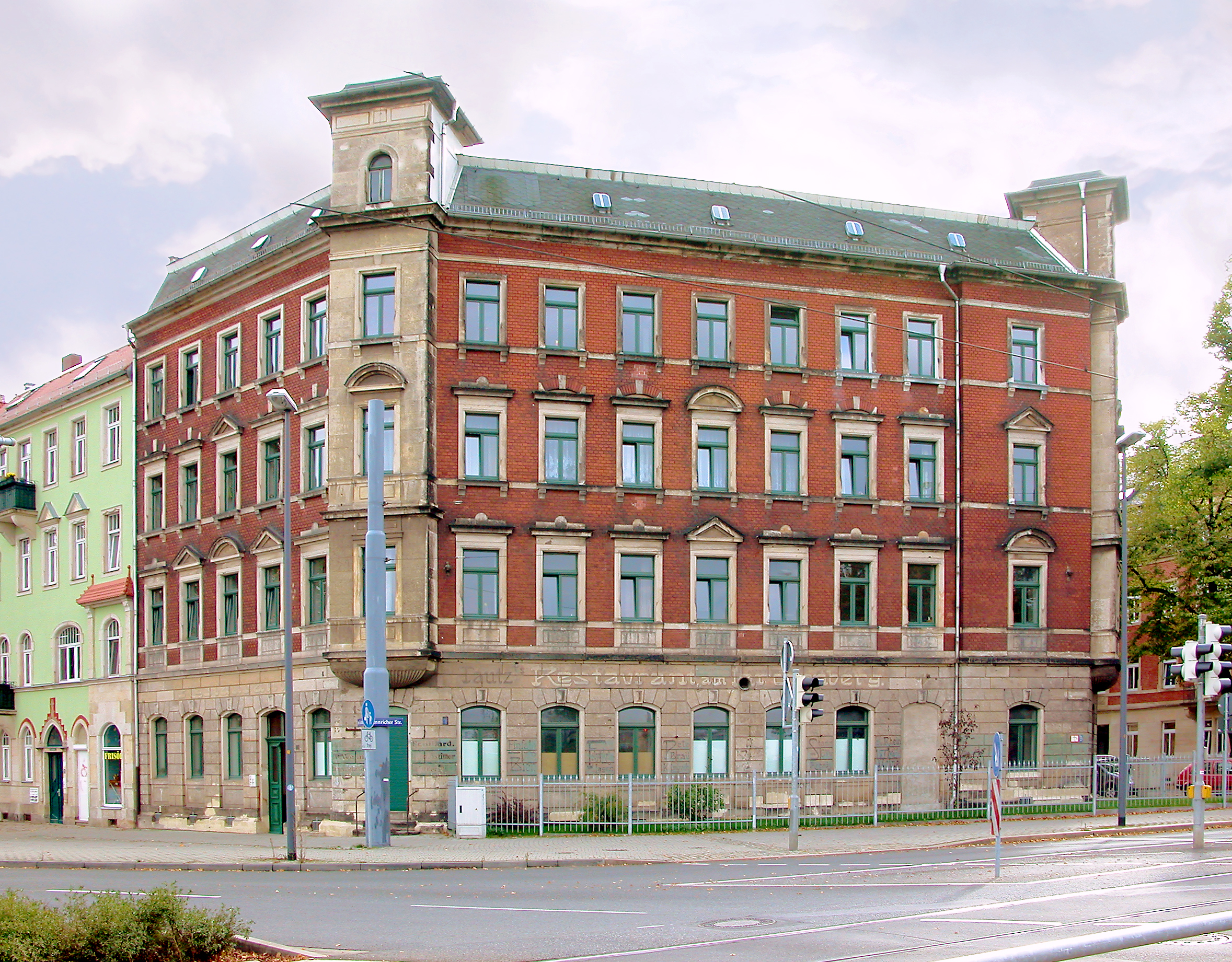
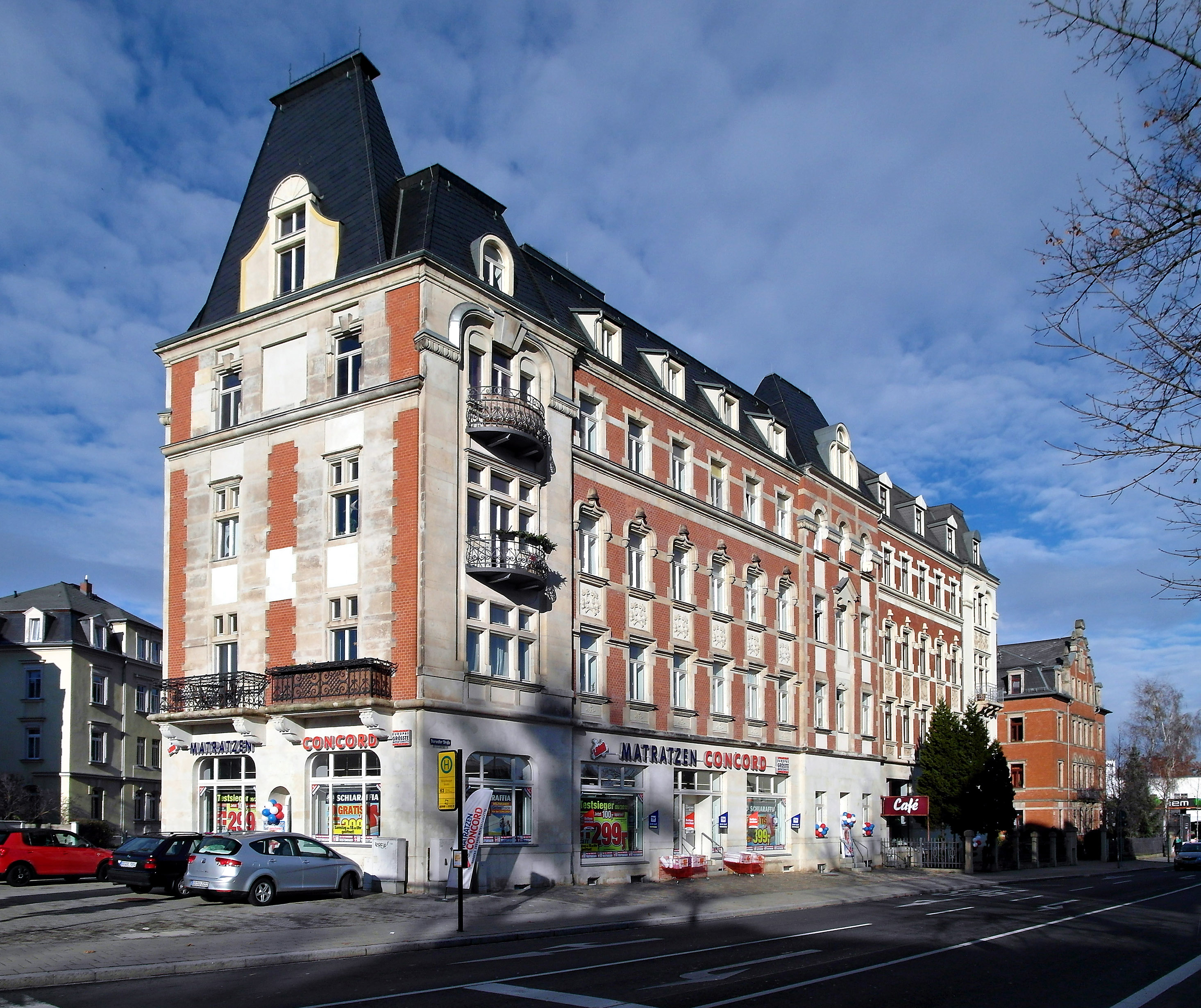